# Kłyszawka
Kłyszawka – kolonia wsi Nowa Świdziałówka w Polsce, położona w województwie podlaskim, w powiecie sokólskim, w gminie Krynki.
W latach 1975–1998 kolonia administracyjnie należała do województwa białostockiego.
W końcu XVIII wieku wieś królewska ekonomii grodzieńskiej położona w powiecie grodzieńskim województwa trockiego. 